# Cacteae in Horto Dyckensi Cultae (ed. 1849)
Cacteae in Horto Dyckensi Cultae (ed. 1849) (abreviado Cact. Hort. Dyck. (1849)) fue una revista con ilustraciones y descripciones botánicas que fue editada en latín por el botánico y artista alemán, Joseph de Salm-Reifferscheidt-Dyck. Fue publicada en el año 1849 con el nombre de Cacteae in Horto Dyckensi Cultae. Anno 1849.